# 勝山村 (山梨県)
勝山村（かつやまむら）は、かつて山梨県南都留郡にあった村。
2003年11月15日、南都留郡河口湖町、足和田村とともに合併して富士河口湖町勝山地区となった。

## 地理
県南部、郡西部に位置し、南北に細長い帯状の町域。県内では最も行政区域が小さい。北面に河口湖を望み、南は富士山裾野の原野が広がる。湖畔に冨士御室浅間神社の里口があり、本宮がある富士山北口二合目は飛び地となっている。

## 歴史
近世には勝山村1か村が成立する。生業はわずかな畑作や織物生産のほか、富士山麓の入会地で林業などの山稼ぎが中心であった。農間余業としてスズ竹のざるの製造や、夏期には富士二合目で金剛杖の販売を行っていた。
1881年（明治14年）には林野官民有地区分により入会地が官収され、山稼ぎは制限される。その後は養蚕のほかジャガイモやトウモロコシの栽培が行われる。1912年（明治45年）には官有林が山梨県に譲渡され恩賜林となり、4か村で恩賜県有財産保護組合を結成し、入会地の管理運営にあたった。大正から昭和初年にかけて交通機関整備が行われ、1929年（昭和4年）には西湖から湖南上水道が引かれ飲用水が確保された。戦中には食料増産のため水田が造成され、戦後には高原野菜の栽培地に変化する。また、1938年（昭和13年）に富士ビューホテルが建設されて以来、観光産業にも力を入れている。
1968年（昭和43年）3月に行われた村長選挙では、不在者投票数が全有権者の68%に達したことから、富士吉田警察署は投票が強要された疑いがあるとして捜査に入った。

### 沿革
- 1889年（明治22年）7月1日 - 町村制の施行により、近世以来の勝山村が単独で自治体を形成。
- 2003年（平成15年）11月15日 - 河口湖町・足和田村と合併して富士河口湖町が発足。同日勝山村廃止。

## 教育
- 村立勝山小学校
- 村立勝山中学校

## 交通

### 道路
- 国道139号
- 山梨県道710号青木ヶ原船津線
- 山梨県道714号鳴沢富士河口湖線

## 観光
- 道の駅かつやま
- 冨士御室浅間神社
- 富士ビューホテル